# Eliot Lietaer
Eliot Lietaer (Kortrijk, Flandes Occidental, 15 d'agost de 1990) és un ciclista belga, professional des del 2012. Actualment corre a l'equip Sport Vlaanderen-Baloise.

## Palmarès
- 2008
  - Vencedor d'una etapa a la Ster van Zuid-Limburg
  - Vencedor d'una etapa a la Cursa de la Pau júnior
  - Vencedor d'una etapa a la Volta a Ístria
- 2010
  - 1r a la Fletxa de Gooik
- 2011
  - 1r a la Volta a la província de Namur
  - 1r als Tres dies de Cherbourg i vencedor d'una etapa
- 2014
  - Vencedor d'una etapa als Boucles de la Mayenne